# Thomas Mayer (Politiker)

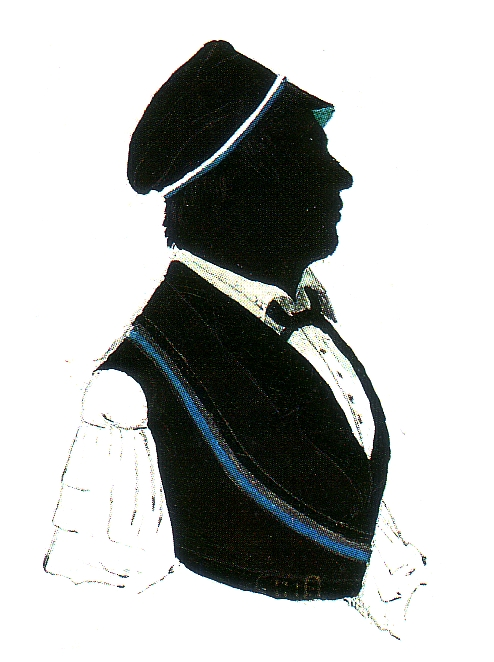
Thomas Mayer als Münchener Schwabe (1837)

Thomas Mayer (* 2. Oktober 1815 in Frankenried bei Kaufbeuren; † 1. Januar 1870 in Landshut) war ein deutscher Jurist und Politiker.

## Leben
Mayer, Sohn eines Bauern, studierte ab 1834 an der Ludwig-Maximilians-Universität München Rechtswissenschaft. 1836 wurde er im Corps Suevia München recipiert. 1839 wurde er Rechtspraktikant, 1843 Gerichtsakzessist in München, später in Ottobeuren, 1845 Landgerichtsassessor. Vom 18. Mai 1848 bis 18. Juni 1849 gehörte er der Frankfurter Nationalversammlung (Westendhall, Märzverein) an, zuletzt auch dem Rumpfparlament.
1849 wurde Mayer in den Ruhestand versetzt und wegen Teilnahme am Rumpfparlament ein Hochverratsverfahren gegen ihn eingeleitet. Die Untersuchungshaft verbrachte er in Memmingen und Augsburg. Nach seiner Entlassung war Mayer von 1851 bis 1857 in München wohnhaft. 1850–1853 war er Mitglied der Kammer der Abgeordneten (Bayern) (Linke). 1857 wurde er wieder in sein Amt eingesetzt, zunächst als Appellationsgerichtssekretär in München, 1859 in Freising, 1863 in Landshut und 1865 Bezirksgerichtsrat in Landshut.